# Новая Назаровка
Но́вая Наза́ровка — упразднённая в 2008 году деревня Сеченовского района Нижегородской области России. Входила на год упразднения в состав Шемаринского сельсовета.

## География
Деревня располагалась на правом берегу реки Пьяны близ её истока.

## История
Упразднена Законом Нижегородской области от 08.08.2008 № 92-З «Об упразднении населенных пунктов в Сеченовском районе Нижегородской области и о внесении изменений в статью 1 Закона Нижегородской области „Об утверждении границ, состава территории Сеченовского муниципального района, границ и состава территорий муниципальных образований, входящих в состав Сеченовского муниципального района“»

## Население
3 (2002)
Национальный состав
Согласно результатам переписи 2002 года, в национальной структуре населения в национальной структуре населения русские составляли 100 % из 3 человек.

## Транспорт
Новая Назаровка доступна автотранспортом по региональной автодороге 22Н-3820.